# Lo-Fi Soul
Lo-Fi Soul é o quarto álbum de estúdio da cantora norte-americana Haley Reinhart, lançado no dia 27 de março de 2019 de modo independente através da gravadora própria Reinhart Records. Até o momento, o álbum gerou três singles: "Don't Know How to Love You", a faixa-título "Lo-Fi Soul" e "Honey, There’s the Door".

## Lista de faixas
O disco é composto por 13 faixas, todas contando com a participação de Reinhart como compositora.
| N.º | Título                       | Compositor(es)                                                | Duração |  |
| 1.  | "Deep Water"                 | DJ Kyriakides, Matthew Parad, Haley Reinhart                  | 3:29    |  |
| 2.  | "Oh Damn"                    | Tony Esterly, Reinhart, Gavin H Sleightholm                   | 3:07    |  |
| 3.  | "Lo-Fi Soul"                 | Reinhart, Clare Reynolds                                      | 3:24    |  |
| 4.  | "Don't Know How to Love You" | Anders Grahn, Rob Kleiner, Reinhart                           | 4:06    |  |
| 5.  | "Strange World"              | Kleiner, Reinhart, Reynolds                                   | 3:52    |  |
| 6.  | "Shook"                      | Esterly, Reynolds, Reinhart                                   | 3:17    |  |
| 7.  | "Crack the Code"             | Printz Board, Grahn, Reinhart                                 | 3:41    |  |
| 8.  | "Lay It Down"                | Andy Rose, Reinhart                                           | 3:46    |  |
| 9.  | "Honey, There’s the Door"    | Esterly, Reinhart                                             | 3:43    |  |
| 10. | "Broken Record"              | Grahn, Kleiner, Reinhart                                      | 4:01    |  |
| 11. | "Some Way Some How"          | Satasha Torres, David Bollmann, Stephen Patrick Lee, Reinhart | 4:19    |  |
| 12. | "How Dare You"               | Kleiner, Reinhart                                             | 4:07    |  |
| 13. | "Baby Doll"                  | Pavel Dovgalyuk, Sidnie Tipton, Reinhart                      | 4:05    |  |